# Orient (Mallorca)
Orient ist ein im Osten der Serra de Tramuntana gelegenes Bergdorf auf der Baleareninsel Mallorca, Spanien. Im Sommerhalbjahr ist der kleine Ort vor allem an Wochenenden ein viel besuchtes Ziel von Tagesausflüglern, Radfahrern und Wanderern.

## Geographie

### Lage
Orient liegt zehn Kilometer östlich von Bunyola auf einer Höhe von rund 500 Metern an der auf 200 Meter Höhe beginnenden Serpentinenstraße Ma-2100. Zur Inselhauptstadt Palma sind es rund 27 Kilometer.

## Geschichte
Der historische Ortskern mit alten Steinhäusern aus dem 14. und 15. Jahrhundert und der Kirche Sant Jordi aus dem 18. Jahrhundert gruppiert sich um den 450 Meter hoch gelegenen Dorfplatz. Im unteren Ortsteil findet man die baulichen Überreste eines Waschhauses aus der Zeit der römischen Besiedlung.
Das Dorf mit rund 30 Einwohnern, das zur Verwaltung der Gemeinde Bunyola zählt, verdankt seinen bescheidenen Wohlstand der landwirtschaftlichen Vergangenheit. An den Talhängen prägen die teils von den Mauren vor 800 Jahren angelegten und mit Oliven- und Mandelbäumen bestellten Terrassen noch heute das Landschaftsbild zwischen der Serra d’Alfàbia und dem Puig d’Alaró. Wie vielerorts auf Mallorca ist auch Schaf- und Ziegenhaltung verbreitet.
Seit 2010 steht das ganze Dorf unter Denkmalschutz und ist als Bien de interés cultural (BIC) eingetragen.
Die Namensherkunft Orient (von lateinisch sol oriens, „aufgehende Sonne“) wird damit erklärt, weil das Dorf der „aufgehenden Sonne“ im Osten der Serra de Tramuntana liegt.

## Sehenswürdigkeiten
- Die Kirche Sant Jordi ist gemeinhin als Wallfahrtsort bekannt. Ihre Baugeschichte reicht bis ins 14. Jahrhundert zurück, als sich an gleicher Stelle eine kleine Kapelle befand. Erstmals beschrieben wurde die dem heiligen Sankt Georg geweihte Kirche von Erzherzog Ludwig Salvator von Österreich-Toskana in dem Ende des 19. Jahrhunderts erschienenen Standardwerk „Die Balearen“.[2]
- Die historische Ölmühle wurde als Restaurant umgebaut und gehört zu dem rund 600 Jahre alten Gebäude des heutigen Hotels L’Hermitage.
- Wasserfälle in der Schlucht zwischen Orient und Santa Maria del Camí.

## Wandermöglichkeiten
Orient ist mit einer Variante an das Wegenetz des Fernwanderweges GR 221 angebunden. Östlich von der Ortschaft kann auf einem ausgeschilderten Bergpfad in einer guten Stunde zum Castell d’Alaró aufgestiegen werden.

## Anmerkung
Das Dokument Llibre del Repartiment ist im Archiv des Königreichs Mallorca in der Stadt Palma verwahrt. Es besteht aus zwei Bänden, eine zweisprachige Version in Latein und Arabisch, und eine andere auf Katalanisch.